# Coenagrion australocaspicum
Coenagrion australocaspicum là một loài chuồn chuồn kim thuộc họ Coenagrionidae. Loài này có ở Azerbaijan và Iran. Môi trường sống tự nhiên của chúng là sông ngòi, đầm lầy, và đầm nước ngọt. Chúng hiện đang bị đe dọa vì mất nơi sống.